# Constantin Mitea
Constantin Mitea (* 2. Dezember 1920 in Călărași; † 17. Dezember 2002 in Bukarest) war ein rumänischer Politiker der Rumänischen Arbeiterpartei PMR (Partidul Muncitoresc Român) und ab 1965 der PCR (Partidul Comunist Român).

## Leben
Constantin Mitea schloss 1940 die Hochschule für Handel und Industrie in Bukarest ab und war danach als Sekretär sowie bis 1943 als Lehrer an der Handelsschule in seinem Geburtsort Călărași tätig. Im Anschluss besuchte er von 1943 bis 1945 die Schule für Reserveoffiziere in Ploiești und arbeitete 1945 kurzzeitig als Hilfslehrer an der Jungenschule in Călărași. Danach begann er eine Tätigkeit als Journalist und wurde im April 1946 Redakteur der Tageszeitung Ialomița Liberă. Im Dezember 1946 trat er als Mitglied der Kommunistischen Partei Rumäniens PCR (Partidul Comunist din România) bei und wurde 1947 Reporter der Wirtschaftsredaktion der Tageszeitung Scînteia, des Parteiorgans der PCR. Nachdem er 1952 Chef der Wirtschaftsredaktion sowie 1964 Chef des Feuilletons wurde, wurde er im Februar 1965 zum Mitglied des Redaktionskollegiums sowie zum Chef der Redaktion für Bürgerangelegenheiten von Scînteia berufen.
Nach einem Studium an der Parteihochschule „Ștefan Gheorghiu“ wurde Mitea 1965 stellvertretender Chefredakteur der Parteizeitung Scînteia. Am 11. Juli 1969 wurde er auf einem Plenum des Zentralkomitees Kandidat des  (ZK) der PCR. 1970 übernahm er zudem den Posten als stellvertretender Chefredakteur der Literaturzeitschrift Contemporanul und unterstützte die Essayistin Ileana Bratu, deren Werke er veröffentlichte. Andererseits war er maßgeblich daran beteiligt, dass Film- und Theaterkritiker Dinu Kivu am 15. Oktober 1971 das Redaktionskollegium von Contemporanul verlassen musste. Auf einem weiteren Plenum wurde er am 21. Juli 1972 Mitglied des ZK der PCR und gehörte diesem Gremium bis zum Sturz von Nicolae Ceaușescu im Zuge der rumänischen Revolution am 22. Dezember 1989 an. 1977 wurde er schließlich Chefredakteur der Parteizeitung Scînteia sowie im Februar 1977 auch Berater des Generalsekretärs der PCR, Nicolae Ceaușescu. 1980 wurde er des Weiteren Mitglied der Großen Nationalversammlung (Marea Adunare Națională) und vertrat dort zunächst den Wahlkreis Nr. 6 Costești sowie zuletzt zwischen 1985 und 1989 den Wahlkreis Nr. 7 Topoloveni. 
Im August 1983 wechselte er in die Parteizentrale und war dort ebenfalls bis zum 22. Dezember 1989 stellvertretender Leiter der ZK-Abteilung für Propaganda, Presse und Rundfunk. Mitea war ferner zwischen dem 5. Oktober 1987 und dem 28. Juni 1988 Sekretär des Zentralkomitees der Partidul Comunist Român. Für seine langjährigen Verdienste wurde Mitea mehrfach ausgezeichnet und erhielt unter anderem den Orden der Arbeit Dritter und Zweiter Klasse (Ordinul Muncii), den Stern der Sozialistischen Republik Rumänien Fünfter und Vierter Klasse (Ordinul Steaua Republicii Socialiste România) sowie den Orden 23. August Dritter Klasse (Ordinul 23. August).